# Medalla Commemorativa de la Marxa sobre Roma
La Medalla Commemorativa de la Marxa sobre Roma (italià:Medaglia Commemorativa della "Marcia Su Roma") era una medalla italiana, instituïda per la Direcció del Partit Nacional Feixista, d'acord amb el Comandament General de la Milicia Nacional i amb l'autorització expressa del Duce, i atorgada a tots aquells membres inscrits al Partit Feixista participessin en la Revolució Feixista culminada amb la Marxa sobre Roma. La institució fou publicada al diari oficial del Partit, el Popolo d'Italia del 25 d'octubre de 1923.
L'article indicava els passos burocràtics per a obtenir la concessió de la medalla, delegant a les Federacions Provincials Feixistes l'enumeració de tots aquells que tinguessin el dret, per a ésser transmès a la Secretaria General Administrativa del Partit com a orgue oficial de la distribució.
Els formularis de sol·licitud, a més, havien d'anar acompanyats de 5 lires per medalla, per fer front a les despeses del gravat del nom del receptor.
La concessió era de 5 exemplars en or, reservats al Duce Mussolini i als Quadrumviri (Emilio De Bono, Italo Balbo, Michele Bianchi i Cesare Maria de Vecchi, organitzadors de la marxa), 19 de plata pels Comandanti di colonna della Marcia, i en bronze per a tota la resta.
Donat que aquesta condecoració era eminentment política, va passar per una llarga sèrie de disposicions legislatives fins que el 1943 va poder ser lluïda sense cap limitació pels membres de les Forces Armades.
Ja el 1926, mitjançant el Reial Decret 273 s'autoritzava expressament (article 2) l'ús de la condecoració. El Reial Decret 150 del 19 de gener de 1928 citava les condecoracions que podien lluir els oficials, amb la Medalla de la Marxa sobre Roma en 27è lloc, especificant que la podrien lluir aquells militars que el 28 d'octubre de 1922 no prestaven servei actiu a les Forces Armades de l'Estat. I, finalment, segons el Reial Decret 649 de 10 de maig de 1943 citava l'ordre de les condecoracions, quedant la Medalla de la Marxa sobre Roma en 19è lloc (darrere de les Condecoracions al Valor i les Distincions Honorifiques de Guerra).

## Disseny
Una medalla de bronze de 34mm de diàmetre. A l'anvers apareix una Victoria Alada; a la mà dreta porta una corona de llorer, i sobre el braç esquerre porta un feix de lictor. Al fons, un bosc de feixos de lictors, d'insígnies de legionaris romans i d'espases.
Al revers apareix un camp enquadrat per quatre feix de lictors, formant un quadre on es gravava el nom del receptor. Al voltant hi ha un anell amb la inscripció "MARCIA SU ROMA • 27 OTTOBRE - 1 NOVEMBRE 1922" (Marxa sobre Roma • 27 octubre – 1 novembre 1922".
Penja d'un galó groc i taronja, els colors de la bandera de Roma.